# Oncle et tante
Les termes oncle et tante désignent les frères et sœurs des parents.

## Définitions
L'oncle est un frère du père ou de la mère.
La tante est une sœur du père ou de la mère.
Le grand-oncle est le frère du grand-père ou de la grand-mère.
La grand-tante est la sœur du grand-père ou de la grand-mère.
L'arrière-grand-oncle est le frère de l'arrière-grand-père ou de l'arrière-grand-mère.
L'arrière-grand-tante est la sœur de l'arrière-grand-père ou de l'arrière-grand-mère.
Le terme « avunculaire » désigne ce qui se rapporte aux oncles et aux tantes.

## Régionalismes
Dans certaines, régions, en particulier dans le Nord, l'Ouest de la France et en Franche Comté, les termes d'oncle et tante sont également étendus aux cousins des parents. On parle parfois d'oncle ou tante à la mode de Bretagne pour les cousins germains des parents.

## Autrefois
Autrefois, des amis des parents étaient aussi appelés oncles et tantes.

## Diminutifs
Oncle et tante ont plusieurs diminutifs affectueux, parmi lesquels pour les oncles « tonton » et pour les tantes « tatan », « tatie », « tata », « tantine »...
Au Québec et en Belgique[réf. nécessaire], on trouve également les diminutifs « mononcle » ou « mononc » pour les oncles et « matante » pour les tantes.

## Pour approfondir